# Ismaël Isaac
Ismaël Isaac , de son vrai nom Kaba Diakité Issiaka, est un chanteur de Côte d'Ivoire, né en 1966 à Abidjan. Artiste reggae à la voix mélodieuse, il se distingue par un sens de l'harmonie vocale et une thématique « afro-optimiste ».

## Biographie
Ses parents viennent de Ponodougou, sous-préfecture de Boundiali. Ils parlent le mandingo, l'une des langues du royaume mandingue, et s'expriment dans d'autres dialectes : malinké, bambara et dioula. Aussi, lorsqu'ils se déplacèrent pour finalement arriver au quartier de Treichville à Abidjan avec sa population de déracinés échoués dans le bric à brac urbain (le Treichville de Jean Rouch, "Treichtown" pour les amateurs de reggae), les parents d'Ismaël s'y sentent chez eux. Mais à Treichville, les campagnes de vaccination ne sont pas encore de mode et à l'âge de deux ans, leur fils aîné Issiaka est terrassé par la polio.
C'est la fin des années 1970. Issiaka écoute le funk et rêve de smurfer comme les kids américains qu'il voit à la télé. En 1981, Bob Marley meurt et les aînés se mettent à écouter beaucoup de reggae.
Un soir à l'émission télévisée Première Chance de Roger Fulgence Kassy, la Côte d'Ivoire découvre Alpha Blondy. Lui aussi chante en dioula autre dialecte mandingue. Il se choisit un nom d'artiste, Ismaël Isaac, et fait le siège de la télévision ivoirienne. Il se faufile sur le plateau de Première Chance, mais personne ne veut l'écouter. Un jour, alors que les musiciens sont partis déjeuner. Georges Kouakou voit Ismaël tapi dans un coin. Georges, clavier et arrangeur de l'orchestre de la Radio Télévision Ivoirienne, est tout de suite conquis. Il amène son protégé voir Roger Fulgence Kassy qui décide sur le champ de le programmer à l'émission.
Ismaël se consacre à sa carrière. Il travaille le chant avec les frères Keita, Hassan et Ousseine deux jumeaux du quartier, il a trouvé un producteur, Koné Dodo, avec qui il enregistre deux cassettes, Liberté et Tchilaba en 1986, puis Yatiman en 1989 avec Aboubacar Sidiki Doumbia. Peu après, Ousseine Keita meurt d'une tuberculose mal soignée, et Ismaël veut tout arrêter. Il enregistrera par la suite Rahman en 1990, son premier CD, produit par Ibrahima Sylla avec Moctar Wurie et Boncana Maïga. Le succès de Rahman le fera connaitre jusqu'en France où Philippe Constantin le signe pour Island Records. Taxi Jump sort en 1993, avec Godwin Logie à la console et une pléiade de grands noms. Après le décès de son producteur, Ismaël Isaac quitte Polygram.
Pour Treich Feeling en 1997, Ismaël Isaac signe chez Dominique Misslin et confie la plupart des arrangements à Georges Kouakou, que l'on fait venir de New York pour l'occasion, d'autres à Moctar Wurie, tous deux complices de longue date, ainsi qu'à Cheick Tidiane Seck, représentant de la modernité mandingue. La majorité des musiciens est constituée par les "Vieux" d'Abidjan : Camus, Mao, Sam, Ibis, Christian Polloni et Amy Bamba (qui ont joué avec Alpha Blondy), Étienne M'Bappé et les cuivres (musiciens de Salif Keita). Le style se rapproche du dépouillement de Rahman, mais avec une coloration plus avenante.
Puis en 2000, Ismaël Isaac sort Black System chez Syllart produit par Ibrahima Sylla.

## Vie privée
Après deux mariages avortés, Ismaël Isaac s’est à nouveau marié en début d’année 2021.Celle qui a conquis le cœur du célèbre reggaeman Ivoirien se nomme Aminata Kaba Diakité.

## Discographie
- Tchilaba (1986)
- Yatiman (1989)
- Rahman (1990) syllart
- Taxi jump (1993)
- Treich Feeling (1997)
- Black System (2000) syllart
- Je reste (2014)